# Murilo Costa
Murilo de Souza Costa (sinh ngày 31 tháng 10 năm 1994), hay đơn giản Murilo, là một cầu thủ bóng đá người Brasil thi đấu ở vị trí tiền vệ chạy cánh cho C.D. Nacional cho mượn từ Barra-RS.

## Sự nghiệp
Vào ngày 9 tháng 6 năm 2017, Murilo được cho mượn đến C.D. Nacional.